# Hanna Pettersson
Hanna Pettersson, född 29 maj 1983 i Alunda, är en svensk innebandyspelare (målvakt). Säsongen 2007 blev hon svensk mästare med Västeråslaget Rönnby IBK. Hanna var med i det svenska landslag som vann VM-guld vid innebandy-VM 2009 som spelades i Västerås. 2010 blev Hanna åter svensk mästare med Rönnby IBK. I december 2011 blev Hanna åter världsmästare vid innebandy-VM 2011 som då spelades i Schweiz.
Hanna har blivit framröstad som årets målvakt säsongerna 2008/2009, 2009/2010 och 2010/2011. Priserna som Årets bästa innebandyspelare utses av elitserietränarna tillsammans med tidningen Innebandymagazinet.
Säsongen 2010/2011 fick Hanna även ta emot priset som Årets spelare från Svenska innebandyförbundet. 

## Klubbar i karriären
- Alunda IBF
- Alunda IBK
- IF Vesta
- Rönnby IBK